# Deilagaon clavatum
Deilagaon clavatum är en stekelart som först beskrevs av Wiebes 1977.  Deilagaon clavatum ingår i släktet Deilagaon och familjen fikonsteklar. Inga underarter finns listade i Catalogue of Life.